# Can I Kick It?
«Can I Kick It?» es una canción interpretada por el grupo estadounidense A Tribe Called Quest. Fue publicada el 29 de octubre de 1990 como el tercer y último sencillo de su primer álbum de estudio, People's Instinctive Travels and the Paths of Rhythm.

## Composición y arreglos
La canción fue compuesta por los miembros del grupo Q-Tip y Ali Shaheed Muhammad. Musicalmente, «Can I Kick It?» ha sido descrita como una canción de jazz hip hop. La canción contiene muestras de «Walk on the Wild Side» de Lou Reed, «What a Waste» de Ian Dury and the Blockheads, «Spinning Wheel» de Dr. Lonnie Smith, «Dance of the Knights» de Serguéi Prokófiev y «Sunshower» de Dr. Buzzard's Original Savannah Band. Phife Dawg ha declarado que, debido al uso de la muestra de «Walk on the Wild Side», el grupo no recibió ningún dinero del sencillo, y Lou Reed reclamó las regalías.

## Video musical
El videoclip que acompaña a «Can I Kick It?» fue dirigido por el director de videos musicales y editor de videos estadounidense Jim Swaffield. Cuenta con A Tribe Called Quest y varios otras personas, incluidos miembros de De La Soul, literalmente pateando la palabra “it” mientras rapean en un set de filmación, un parque (ubicado debajo del puente de Williamsburg en el Lower East Side de Nueva York) y un sitio de construcción. En el set de filmación, se les ve jugando con la tilde del “i” en “it”. El video también muestra a los participantes lanzando baquetas y dejándolas caer sobre los tambores. Se presenta un “tocadiscos volador”, para reproducir la muestra de Lou Reed. Además, «Can I Kick It? (Spirit Mix)», que usa un ritmo diferente, se reproduce a lo largo del video.

## Recepción de la crítica
Larry Flick de Billboard sintió que “el uso inspirado de muestras de «Walk on the Wild Side» de Lou Reed complementa muy bien la rima relajada y segura de Tribe”. Everett True de Melody Maker escribió: “Un sonido natural, relajado y funking. Hay un poco de Ian Dury aquí, algo de [Antonín] Dvorak, tal vez, y un montón de scratching. Y está esa suntuosa línea de bajo de cuatro notas de «Walk on the Wild Side» de Lou Reed, que podría haberse escrito para esto. [...] Buen eco de contragolpe en el ritmo del tambor. Suave. Natural. Me encanta”. Un crítico de Music & Media encontró que el equipo de rap de Nueva York, “demuestra que su música puede ser 'doblemente callejera’”, describiendo la canción como “rap bidimensional”.
Simon Williams de NME comentó: “Si la mitad de la tarea de tipos como estos es desenterrar algunas muestras saludables de las bóvedas históricas, entonces A Tribe Called Quest obtiene un Full House en el Bingómetro. Vanilla Ice llegó a la mitad y luego lo voló todo siendo un chico blanco gilipollas, pero the Tribe le da crédito de todo corazón a L. Reed por estirar su «Walk on the Wild Side» a través de un ritmo lento y luego agregar fragmentos de «What a Waste» de los Blockheads con un poco de rap cerebral y adormilado”. Gary Crossing de Record Mirror declaró: “No puedes equivocarte mucho con esta pequeña chabola maravillosa”. También la calificó como una “obra maestra de la música popular contemporánea”. Caroline Sullivan de Smash Hits dijo: “Tuvieron el sentido común de cortar la línea de bajo del viejo éxito de rock «Walk on the Wild Side», y le da a su esfuerzo un poco de clase furtiva”.

## Apariciones y uso en otros medios
En televisión, la canción ha aparecido en Love (2006), Sweet/Vicious (2016), Better Things (2016), Ozark (2017), Good Girls (2018), For All Mankind (2019) y Station Eleven (2021). «Can I Kick It?» ha aparecido en las películas The Wackness (2008), Going in Style (2017) y Tom & Jerry. La canción también fue utilizada en el tráiler y los créditos finales de la película Teenage Mutant Ninja Turtles: Mutant Mayhem. Se usó en un comercial de Michelob Ultra para el Super Bowl LVy una referencia pequeña en la canción "Rock DJ" del cantante inglés Robbie Williams.

## Posicionamiento
| Gráfica (1991)                           | Pico de posición |
| ---------------------------------------- | ---------------- |
| Estados Unidos (Billboard Hot Rap Songs) | 8                |
| Países Bajos (Nederlandse Top 40)        | 13               |
| Países Bajos (Single Top 100)            | 13               |
| Reino Unido (UK Singles Chart)           | 15               |

| Gráfica (2004–05)                                        | Pico de posición |
| -------------------------------------------------------- | ---------------- |
| Estados Unidos (Billboard Hot R&B/Hip-Hop Singles Sales) | 61               |
| Reino Unido (UK Independent Singles Chart)               | 28               |
| Reino Unido (UK Hip Hop and R&B Singles Chart)           | 19               |

| Gráfica (2009)                       | Pico de posición |
| ------------------------------------ | ---------------- |
| Reino Unido (UK Dance Singles Chart) | 18               |

| Gráfica (2022)                                    | Pico de posición |
| ------------------------------------------------- | ---------------- |
| Estados Unidos (Billboard Rap Digital Song Sales) | 15               |

## Certificaciones y ventas
| País              | Certificación | Ventas  |
| ----------------- | ------------- | ------- |
| Reino Unido (BPI) | Oro           | 400,000 |